# Fautspach

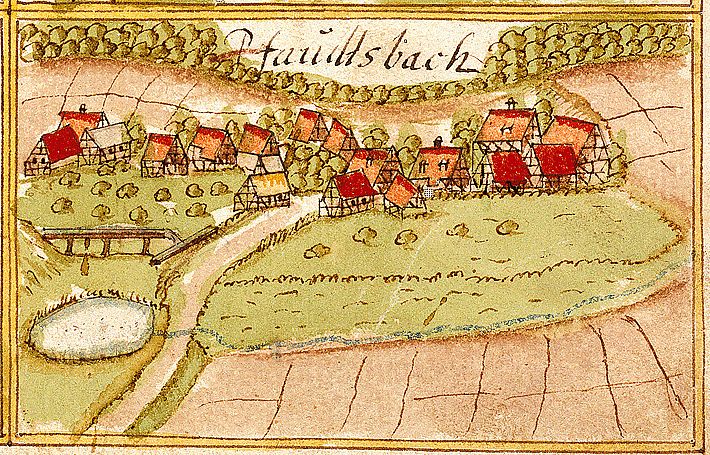
Fautspach im 17. Jahrhundert als Pfaudtspach (Ansicht aus dem Forstlagerbuch von Andreas Kieser)

Fautspach (schwäbisch Fautschbach) ist ein zum Ortsteil Sechselberg gehörender Weiler der Gemeinde Althütte im baden-württembergischen Rems-Murr-Kreis. Der kleine Ort liegt in der Region Stuttgart und im Naturpark Schwäbisch-Fränkischer Wald. 

## Geographie
Der Weiler gruppiert sich um die Kreisstraße K1801. Nördlich des Orts erhebt sich der Hoblersberg (539 m). Fautspach ist von vielen kleinen und größeren Weilern umgeben: Vorderwestermurr mit der Westermurrer Mühle und der Westermurrer Sägmühle, Hinterwestermurr, Rotenmad (Gemeinde Kaisersbach), Waldenweiler, Sechselberg mit dem Gallenhof, dem Hörschhof und der Hörschhofer Sägmühle (im Uhrzeigersinn).

## Geschichte
Erstmals urkundlich erwähnt wurde Fautspach als Fautsspach in einem Urbar von 1518. Der Ortsname bedeutet Bach des Vogts. Weitere Namensvarianten sind Fauttspach (1528), Vautzpach (1530), Vaudtspach (1536), Vontspach by Murhart (1537) und Pfaudtspach (1686) im Forstlagerbuch von Andreas Kieser. Seit 1521 gehörten die Fautspacher lebendig und todt zu der Pfarrei Murrhardt. Der kleine und der Heuzehnte standen dem Kloster St. Januarius in Murrhardt zu, während das Augustiner-Chorherrenstift Backnang den großen Zehnten bezog. Im 16. Jahrhundert bestand in Fautspach eine Glashütte, die zum wirtschaftlichen Aufschwung der abgelegenen Gegend beigetragen hat. An die Glashütte erinnert noch der Glashüttenweg. Am östlichen Ortsausgang befand sich die abgegangene Fautspacher Mühle, deren Mühlenteich als Löschwasserteich noch erhalten ist. Sowohl die Glashütte als auch die Mühle müssen vor 1686 abgegangen sein, da sie in Kiesers Karte nicht mehr enthalten sind. Weitere Hütten bestanden in Althütte, Schöllhütte und dem abgegangenen Mettelchristbach, das etwa 6 Kilometer östlich von Fautspach lag.

### Einwohnerentwicklung
- 1810: 92 Einwohner[3]
- 1871: 156 Einwohner[4]

## Politik
Bis zur Eingemeindung durch Sechselberg im Jahre 1819 war Fautspach eine eigenständige Gemeinde. 1971 wurde die Gemeinde Sechselberg aufgelöst und Althütte angegliedert.

### Schultheißen
Fautspach hatte bis 1819 eigene Schultheißen. Oft waren es wohlhabende und angesehene Landwirte, die man umgangssprachlich auch Bauraschultes (Bauernschultes) nannte.
Liste der Schultheißen (unvollständig, Amtszeiten teilweise unklar):
- 1810: Michael Munz[3]

## Ansässige Unternehmen
- Orgelbau Tzschöckel: Seit 1975 ist das mittelständische Unternehmen in Fautspach ansässig. Es wurde von Reinhart Tzschöckel (1939–2003) in Allmersbach im Tal gegründet. Das Unternehmen baut und restauriert vor allem Kirchenorgeln.

## Persönlichkeiten
- Reinhart Tzschöckel (1939–2003), Orgelbauer